# Sandia Heights, Novi Meksiko
Sandia Heights je popisom određeno mjesto u okrugu Bernalillu u američkoj saveznoj državi Novom Meksiku. Prema popisu stanovništva SAD 2010. ovdje je živjelo 3 193 stanovnika. Dio je albuquerqueanskog metropolitanskog statističkog područja. 

## Zemljopis
Nalazi se na 35°10′27″N 106°29′18″W / 35.17417°N 106.48833°W. Prema Uredu SAD-a za popis stanovništva, zauzima 5,00 km2 površine, sve suhozemne.
Sandia Heights se nalazi na sjeveru okruga Bernalilla podno zapadnog podnožja gorja Sandije. Na jugu graniči s gradom Albuquerqueom. Bazna postaja zračnog tramvaja za vrh Sandije tik je izvan sjevernog ruba Sandia Heightsa.

## Stanovništvo
Prema podatcima popisa 2010. ovdje je bilo 3.193 stanovnika, 1510 kućanstava od čega 1094 obiteljska, a stanovništvo po rasi bili su 94,7% bijelci, 0,6% "crnci ili afroamerikanci", 0,8% "američki Indijanci i aljaskanski domorodci", 1,5% Azijci, 0,0% "domorodački Havajci i ostali tihooceanski otočani", 0,5% ostalih rasa, 1,8% dviju ili više rasa. Hispanoamerikanaca i Latinoamerikanaca svih rasa bilo je 8,4%.